# Rezerwat przyrody Jeziorko Daisy
Rezerwat przyrody Jeziorko Daisy – utworzony w 1998 r. geologiczno-leśny rezerwat przyrody nieożywionej, wchodzący w skład Książańskiego Parku Krajobrazowego (gmina Świdnica, powiat świdnicki, województwo dolnośląskie). Leży na Pogórzu Wałbrzyskim, na obszarze jednostki geologicznej zwanej depresją Świebodzic. Powierzchnia rezerwatu wynosi 7,11 ha.
Na terenie rezerwatu stwierdzono występowanie 180 gatunków roślin, z czego 172 to gatunki wyższe (nago- i okrytozalążkowe, paprotniki), pozostałe 8 zaś to mszaki (wątrobowce i mchy). Dotąd nie opracowano szczegółowo fauny rezerwatu. Zbadano jedynie plankton Jeziora Zielonego, w którym stwierdzono 16 gatunków skorupiaków. 
Główną atrakcją turystyczną stanowi Jezioro Zielone potocznie nazywane Jeziorko Daisy, zalane wyrobisko kamieniołomu, powstałe w 1870 roku po eksploatacji dewońskich wapieni rafowych. 

## Szlaki turystyczne
Przez rezerwat wiodą szlaki:
- Szlak Zamków Piastowskich,
- Szlak Ułanów Legii Nadwiślańskiej.

Przez teren rezerwatu przebiega także trasa ścieżki przyrodniczo-dydaktycznej „Jeziorko Daisy”.

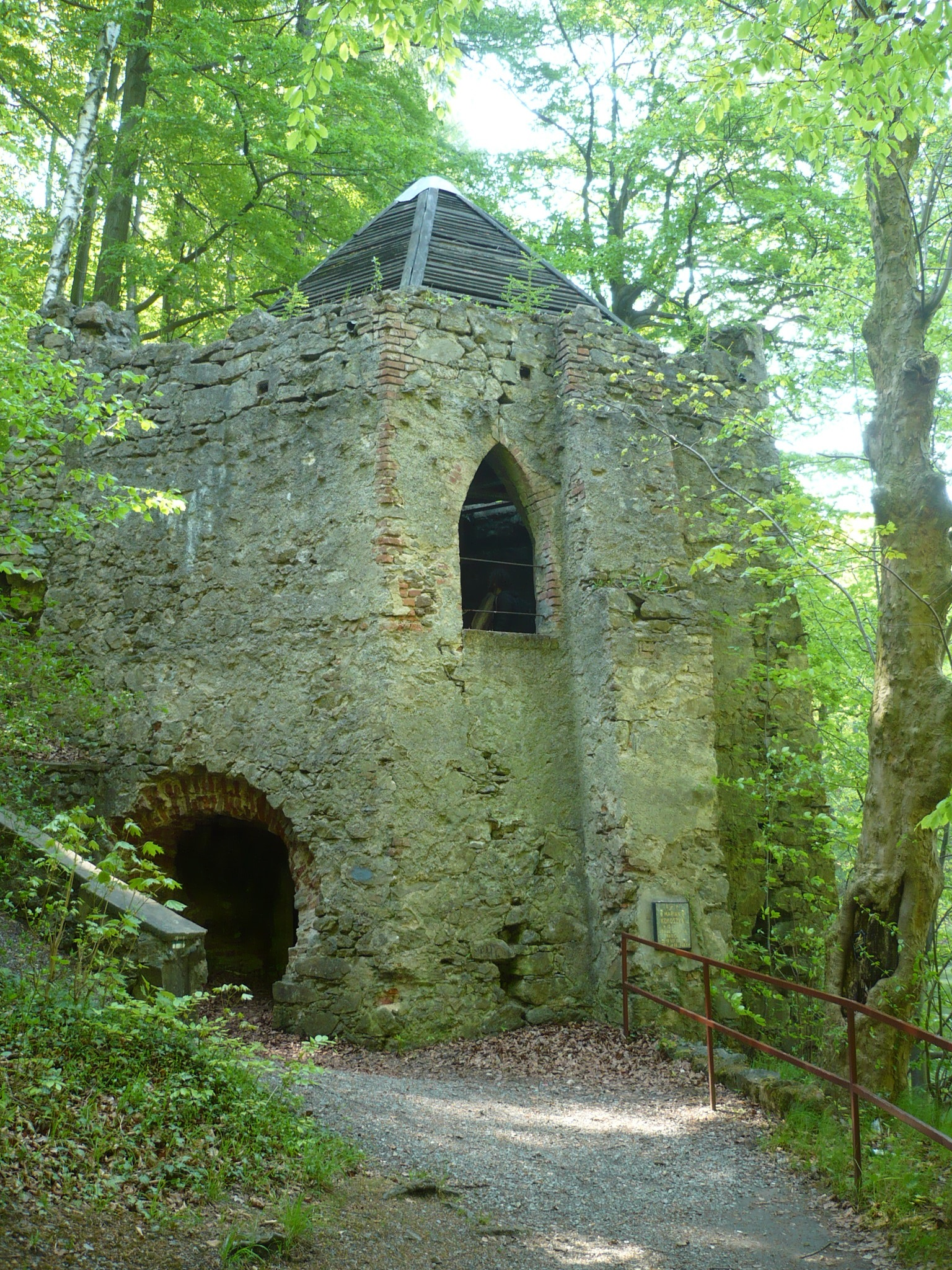
Jeziorko Daisy. Baszta
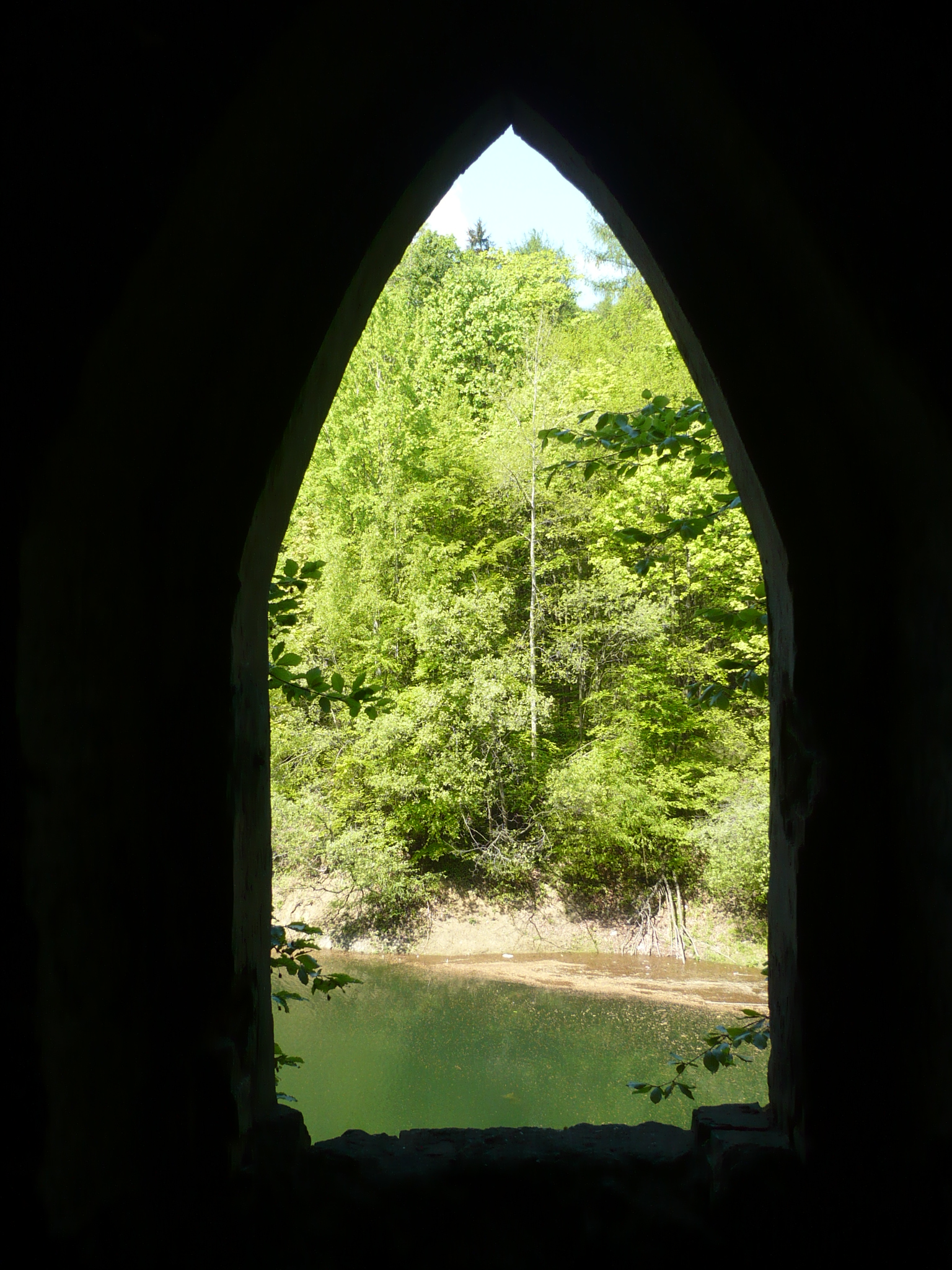
Jeziorko Daisy. Baszta
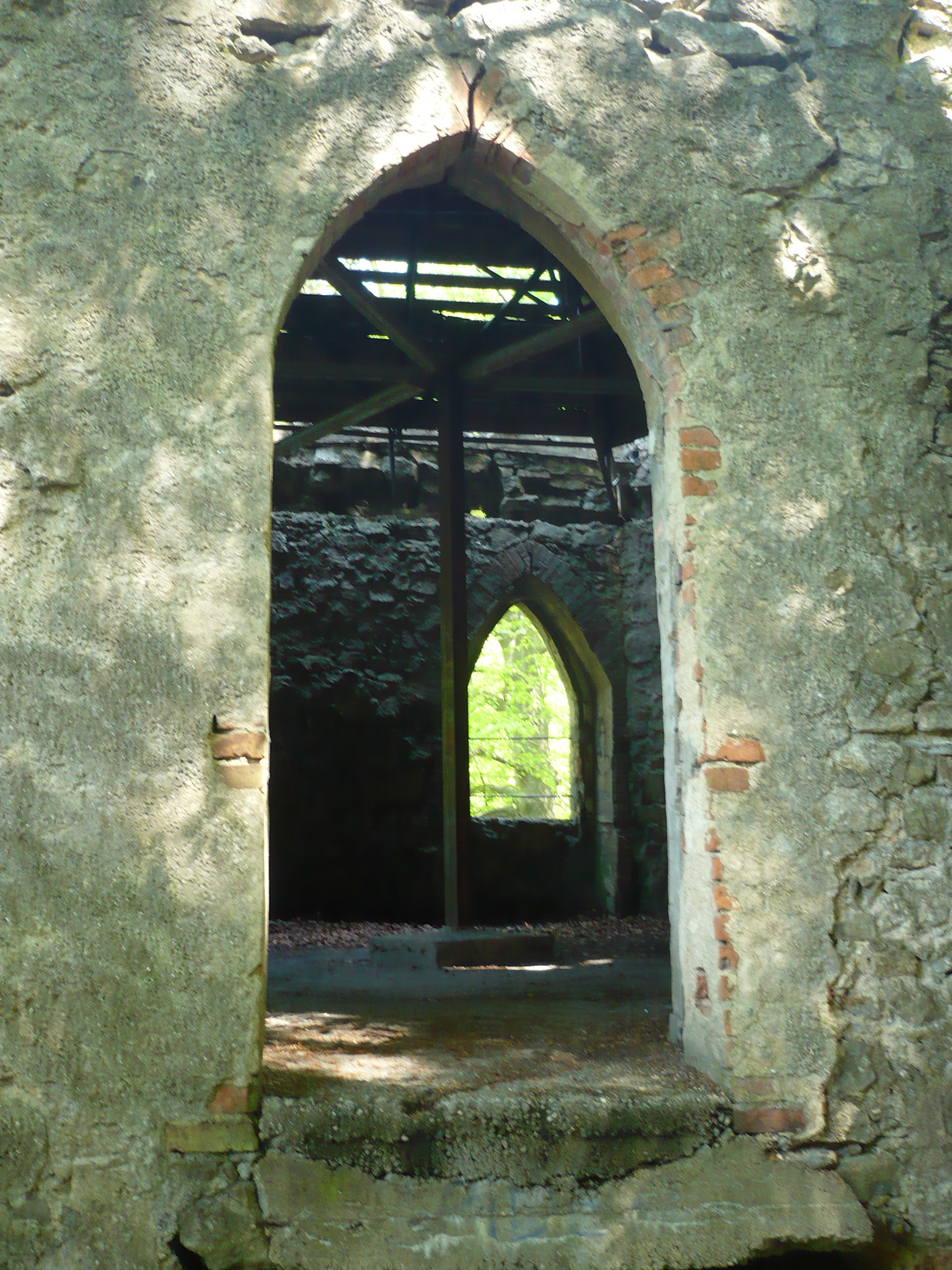
Jeziorko Daisy. Baszta
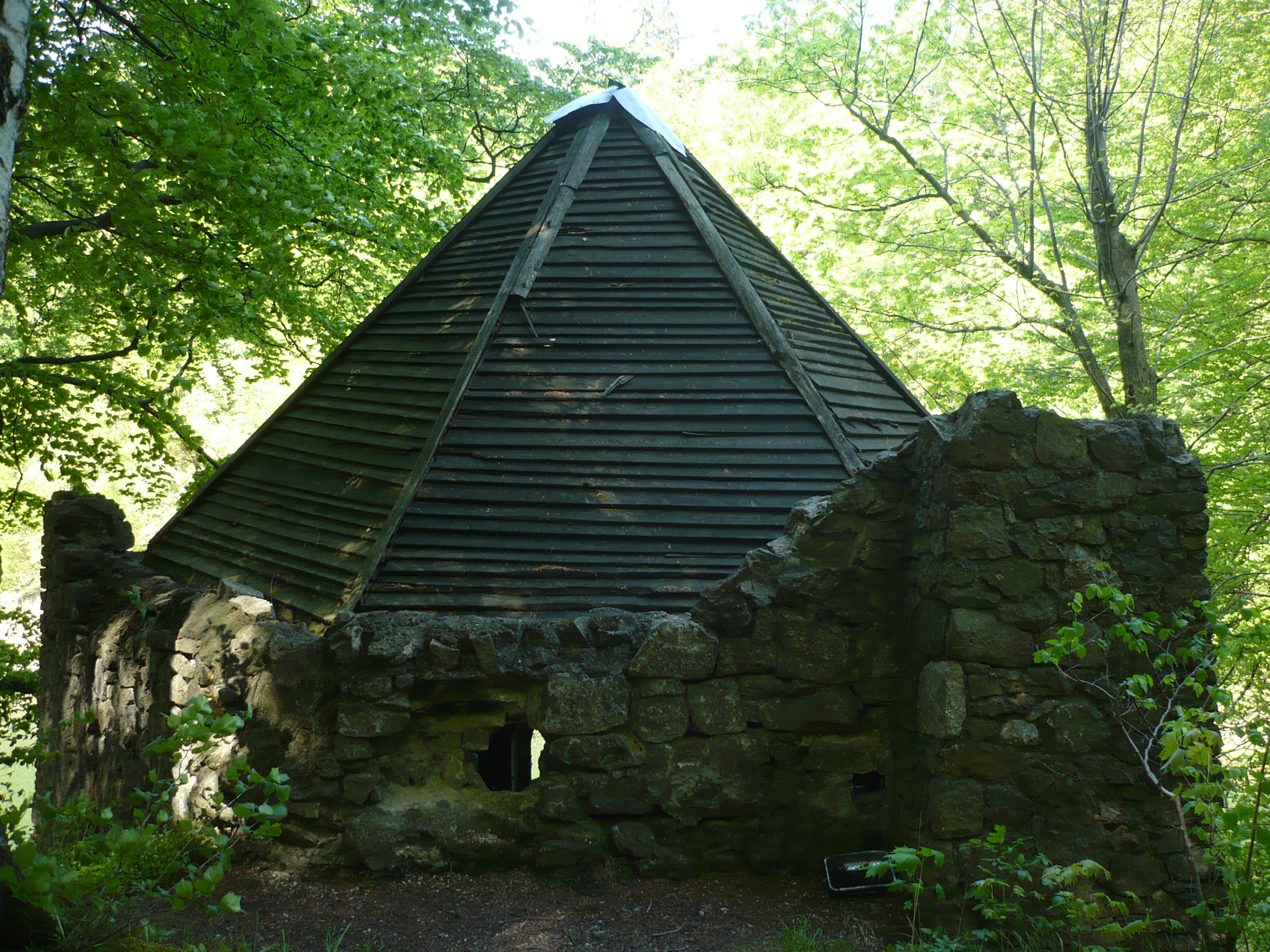
Jeziorko Daisy. Baszta
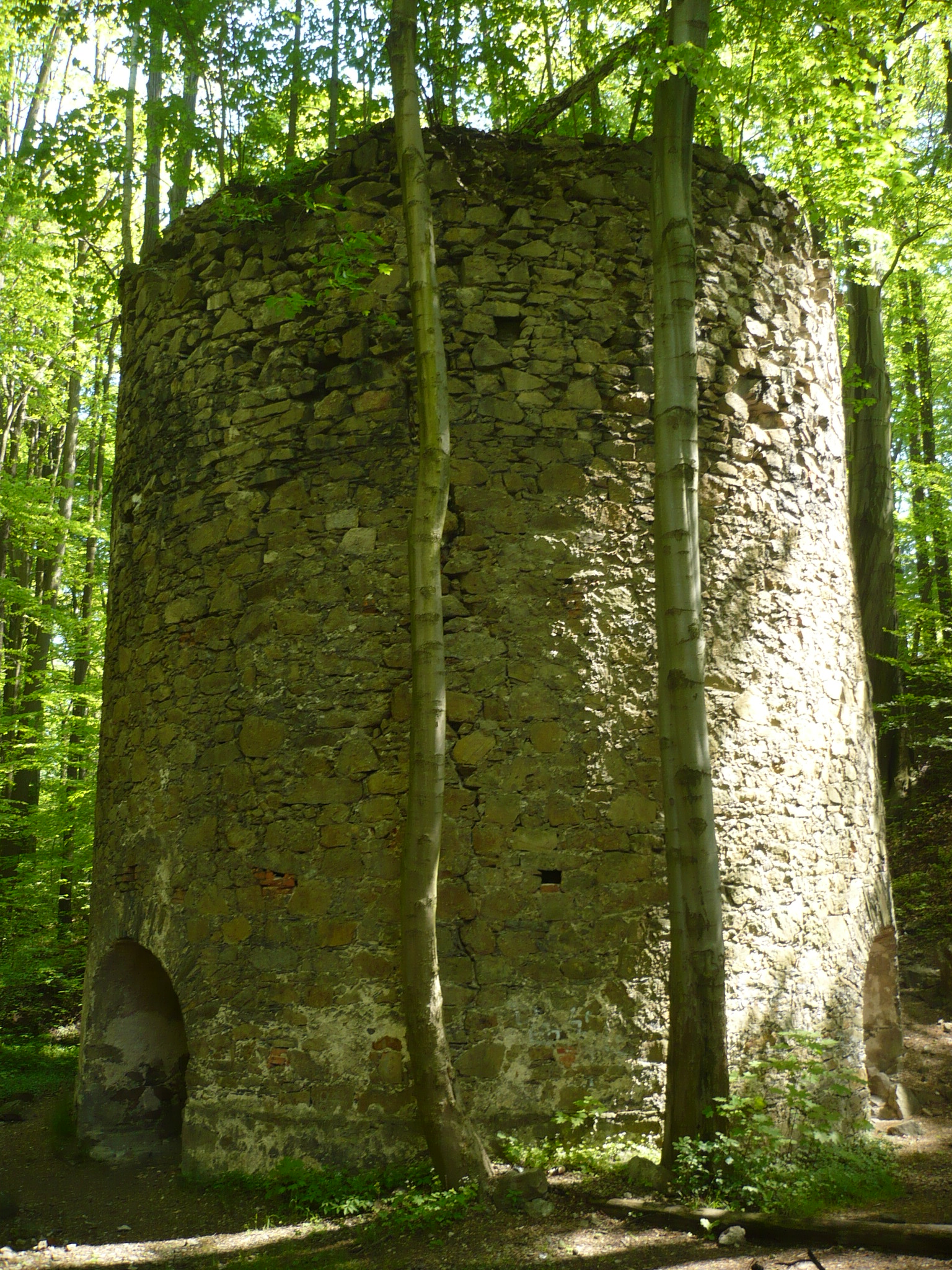
Jeziorko Daisy. Wapiennik
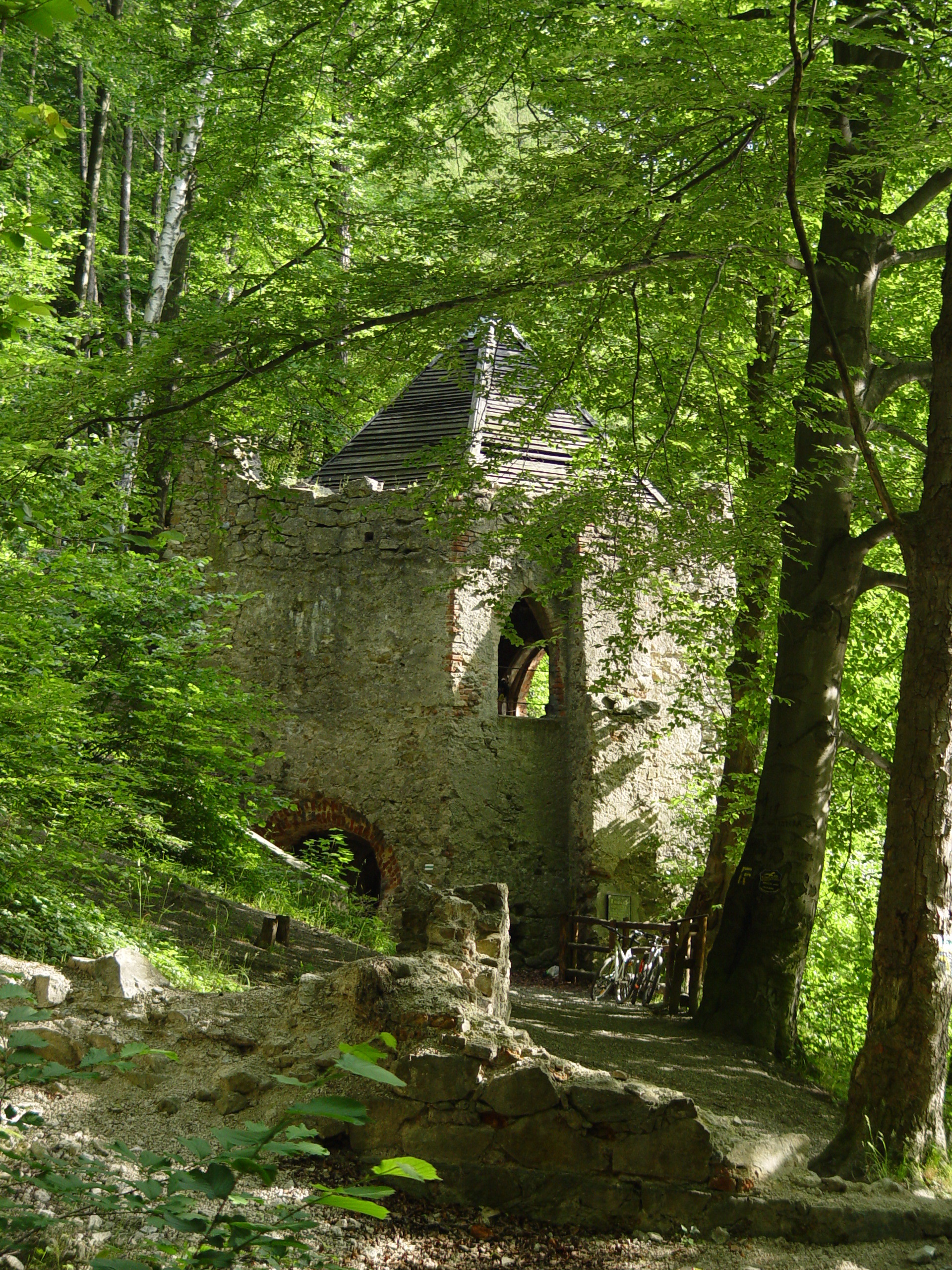
Nad brzegiem jeziorka